# Classification des Nations unies
La classification des Nations unies, de son nom officiel en anglais « United nations document series symbols », est une nomenclature et un système de classification de bibliothèque visant à ordonner les publications officielles des Nations unies.

## Création et principes
La classification des Nations unies a été créée en 1946 par la Bibliothèque Dag Hammarskjöld.
Il s'agit d'une classification de bibliothèque d'un type très particulier : elle ne vise pas à classifier l'ensemble du savoir, mais seulement les documents produits par les organes composant le système des Nations unies. Elle est ainsi un élément fondamental du système d'information bibliographique des Nations unies (Unbis).
Les conditions de sa création ont fixé dès l'origine à la fois sa finalité et ses principes : en effet, la création de cette classification procède d'un constat du caractère excessif (comptes rendus, rapports, normes, recommandations, expertises...) de la documentation onusienne. Les documents établissant cette classification rappellent donc systématiquement les deux objectifs de contrôle et de limitation. Cette classification vise ainsi à limiter le volume de documentation produit en assurant son ordre et sa non-redondance. Elle a la particularité par rapport à d'autres classifications de gérer le versionnage des documents.
Caractérisée par une double visée, cette classification vise donc à mettre en œuvre à la fois une politique éditoriale, puisqu'elle encadre la production de documents, et une politique documentaire, puisqu'elle assure la classification et la conservation des documents produits .
Si la classification est produite par la Bibliothèque Dag Hammarskjöld, cette politique émane expressément de l'Assemblée générale des Nations unies : ainsi les directives l'appliquant sont « publiées en application de la politique expressément approuvée par l'Assemblée générale tendant à ce que les fonctionnaires du Secrétariat soient constamment tenus au courant des règles à appliquer pour assurer le contrôle et la limitation de la documentation et à ce que ces règles soient appliquées à tous les documents ». Il s'agit ainsi de la seule politique documentaire décidée et organisée à un niveau international et intergouvernemental.

## Classes et subdivisions
La classification des Nations unies est un système alphadécimal, fondé sur les organes composant le système des Nations unies.
Une section, désignée par une ou  plusieurs lettres, est donc consacrée à chacun de ces organes  
| Séries principales (1), complémentaires (2) des organes et organes subsidiaires (3) | Séries principales (1), complémentaires (2) des organes et organes subsidiaires (3) | Séries principales (1), complémentaires (2) des organes et organes subsidiaires (3)        |
| ----------------------------------------------------------------------------------- | ----------------------------------------------------------------------------------- | ------------------------------------------------------------------------------------------ |
| 1                                                                                   | A/                                                                                  | Assemblée générale                                                                         |
| 3                                                                                   | A/HRC/                                                                              | Conseil des droits de l'homme                                                              |
| 3                                                                                   | A/SPC/                                                                              | Comité des politiques spéciales de l'Assemblée générale                                    |
| 2                                                                                   | AT/                                                                                 | Tribunal administratif                                                                     |
| 2                                                                                   | CERD/                                                                               | Convention internationale sur l'élimination de toutes les formes de discrimination raciale |
| 2                                                                                   | DP/                                                                                 | Programme des Nations unies pour le développement                                          |
| 1                                                                                   | E/                                                                                  | Conseil économique et social                                                               |
| 3                                                                                   | E/ESCWA/                                                                            | Commission économique et sociale pour l'Asie occidentale                                   |
| 3                                                                                   | E/ICEF/                                                                             | Fonds des Nations unies pour l'enfance (Unicef)                                            |
| 2                                                                                   | ID/                                                                                 | Organisation des Nations unies pour le développement industriel                            |
| 1                                                                                   | S/                                                                                  | Conseil de sécurité                                                                        |
| 1                                                                                   | ST/                                                                                 | Secrétariat des Nations unies                                                              |
| 1                                                                                   | T/                                                                                  | Conseil de tutelle                                                                         |
| 2                                                                                   | TD/                                                                                 | Conférence des Nations unies sur le commerce et le développement                           |
| 2                                                                                   | UNEP/                                                                               | Programme des Nations unies pour l'environnement                                           |
| 2                                                                                   | UNITAR/                                                                             | Institut des Nations unies pour la formation et la recherche                               |
| 2                                                                                   | WFC/                                                                                | Programme alimentaire mondial                                                              |

Ces classes principales, formant le premier élément de la classification, sont ensuite suivies, après un /, par des sous-divisions identifiant le corps en leur sein.
Il ne s'agit pas ici de corps uniques, mais d'une typologie des corps possibles, ensuite utilisés pour chaque organe.
Le point qui suit chaque corps introduit un chiffre romain (à la place du tiret) qui identifie de manière unique un corps particulier (par exemple, CONF.48 désigne la Conférence des Nations unies sur l'environnement de Stockholm et le document A/CONF.48/14/Rev.1 la concernant est publié sous l'autorité de l'Assemblée générale) :
| Sous-divisions par corps | Sous-divisions par corps                 |
| ------------------------ | ---------------------------------------- |
| -/AC.-/                  | Comité ad hoc ou corps comparable        |
| -/C.-/                   | Comité siégeant, permanent ou à sessions |
| -/CN.-/                  | Commission                               |
| -/CONF.-/                | Conférence                               |
| -/GC.-/                  | Conseil de gouvernance                   |
| -/PC.-/                  | Comité préparatoire                      |
| -/SC.-/                  | Sous-comité                              |
| -/Sub.-/                 | Sous-commission                          |
| -/WG.-/                  | Groupe de travail                        |
| -/WP.-/                  | Équipe de travail                        |

Par ailleurs, d'autres lettres peuvent indiquer la nature du document :
| Nature du document | Nature du document                                                             |
| ------------------ | ------------------------------------------------------------------------------ |
| -/INF.-/           | Documents d'information                                                        |
| -/MIN.-/           | Minutes d'assemblée ou de conférence                                           |
| -/NGO.-/           | Publications concernant des organisations non-gouvernementales internationales |
| -/PET.-/           | Pétitions                                                                      |
| -/PV.-/            | Procès-verbaux de séances                                                      |
| -/RES.-/           | Version miméographiée de résolutions                                           |
| -/RT.-/            | Enregistrement de témoignage                                                   |
| -/SR.-/            | Sommaire de réunions                                                           |
| -/WP.-/            | Documents de travail                                                           |

Ainsi, A/HRC/4/NGO/129 désigne un document produit par une organisation non-gouvernementale diffusé lors de la 4e session du Conseil des droits de l'homme et publié sous l'autorité de l'Assemblée générale.
La fin d'un indice peut se composer d'indications de versionnage, selon six modalités :
.../Add.1 – premier ajout à un document
.../Amend.1 – première modification d'une partie d'un document
.../Corr.2 – deuxième correction d'un document
.../Excerpt – publication d'une section d'un document
.../Rev.4 – quatrième révision d'un document
.../Summary – publication du sommaire d'un document